# Hugo Schanderl
Hugo Schanderl (* 22. Februar 1901 in München; † 10. Februar 1975 in Geisenheim) war ein deutscher Botaniker. Er wirkte von 1932 bis 1966 an der Lehr- und Forschungsanstalt für Wein-, Obst- und Gartenbau in Geisenheim. Seine Arbeitsschwerpunkte waren die botanische Bakteriologie und die Mikrobiologie des Weins.

## Leben
Hugo Schanderl studierte Naturwissenschaften, ging 1924 als Farmer nach Brasilien, kehrte 1927 nach Deutschland zurück, studierte an der Universität Würzburg und promovierte 1930 bei Hans Burgeff mit der vegetationskundlichen Dissertation „Ökologische und physiologische Untersuchungen an der Wellen- und Muschelkalkflora des Maintales zwischen Würzburg und Gambach“. Anschließend arbeitete er am Institut für Klimaforschung in Trier und seit 1932 an der Pflanzenphysiologischen Versuchsstation der Lehr- und Forschungsanstalt für Wein-, Obst- und Gartenbau in Geisenheim. 1937 wurde er als Nachfolger von Karl Kroemer zum Leiter dieser Station ernannt, und ihm wurde der Titel Professor verliehen. Unter seiner Leitung entwickelte sich diese Versuchsstation, fortan unter der Bezeichnung „Botanisches Institut“, zu einem bedeutenden Zentrum wissenschaftlicher Aktivitäten in Geisenheim. Schanderl wirkte hier bis zu seiner Emeritierung im Jahre 1966.

## Forschungsarbeiten
Viele Jahre beschäftigte sich Schanderl mit der Stickstoff-Assimilation der Pflanzen. Er vertrat die These, dass neben den Leguminosen auch Arten aus anderen Pflanzenfamilien zur Assimilation von Stickstoff befähigt seien. Die wissenschaftlichen Beweise dafür hat er 1939 in einem umfangreichen Beitrag in der Zeitschrift „Die Gartenbauwissenschaft“ unter dem Titel „Über die Bakteriensymbiose bei Leguminosen und Nichtleguminosen“ und in dem 1947 veröffentlichten Buch „Botanische Bakteriologie“ zusammengestellt. 
Auch speziellen physiologischen und ökologischen Problemen der Kulturpflanzen galt Schanderls Interesse. Auf unterschiedlichen Standorten untersuchte er den Einfluss des Mikroklimas auf die Ertragsleistung in Obstbauanlagen. Gemeinsam mit Carl Friedrich Rudloff bearbeitete er grundlegende Fragen zur Befruchtung der Obstbäume. Wichtigstes Ergebnis dieser Studien ist das gemeinsam mit Rudloff herausgegebene Buch „Die Befruchtungsbiologie der Obstgewächse und ihre Anwendung in der Praxis“.
Ein zentraler Schwerpunkt der Forschungsaktivitäten von Schanderl war die Mikrobiologie des Weines, insbesondere der Hefemetabolismus und die alkoholische Gärung. Ursachen für Gärungsstörungen bei Wein und Sekt durch Eisen, elementaren Schwefel, Polyphenole und andere Stoffen hat er gemeinsam mit seinen Mitarbeitern systematisch untersucht. Aufgrund der Untersuchungsergebnisse konnte die Gärtechnik, insbesondere bei Obstdessertweinen, nachhaltig verbessert werden. Schanderls Buch „Die Mikrobiologie des Weines“ gilt als das erste umfassende Lehr- und Handbuch über diese Thematik.
Schanderl galt mit seinen Erfahrungen und seiner Fachkompetenz bei seinen Kollegen und Schülern im In- und Ausland als ein gefragter Gesprächspartner und hochgeschätzter Pädagoge. Als Gastwissenschaftler folgte er zahlreichen Einladungen zu Vorträgen und Vorlesungen nach Argentinien, Chile, Israel, Südafrika und Japan. Über seine überwiegend praxisnahen Forschungsarbeiten hat er über 200 Beiträge veröffentlicht und die wichtigsten Ergebnisse in mehreren Büchern zusammengefasst.

## Wichtigste Veröffentlichungen
- Die mikrobiologischen Grundlagen der Weinbereitung und Früchteverwertung. Verlag Ulmer Stuttgart 1936
- Karl Kirchner in Zusammenarbeit mit H. Schanderl und G. Troost: Lehrbuch der Getränke-Praxis. Wein, Spirituosen, Bier und Getränke-Rezepte. Verlag K. Kirchner Berlin 1938.
- Über die Bakterien-Symbiose bei Leguminosen und Nichtleguminosen. In: Die Gartenbauwissenschaft Bd. 13, 1939, S. 406–440.
- Fruchtweinbereitung nach alten und neuen Verfahren (Sherrysierungsverfahren) für Gewerbe und Haushalt. Verlag Ulmer Stuttgart 1939; 3. Aufl. unter dem Titel Die Fruchtweinbereitung. Ein Wegweiser für Gewerbe und Haushalt; 7. Aufl. unter dem Titel Fruchtweine, neu bearbeitet von Julius Koch und Erich Kolb, Verlag Ulmer Stuttgart 1981; Ulmer-Fachbuch: Fachgebiet Getränketechnologie.
- Carl F. Rudloff und Hugo Schanderl: Die Befruchtungsbiologie der Obstgewächse und ihre Anwendung in der Praxis. Verlag Ulmer Stuttgart 1934
- Tabak-Anbau und Fermentation im Kleinen. Richtlinien für den Hausgebrauch. Verlag Ulmer Stuttgart 1946
- Botanische Bakteriologie und Stickstoffhaushalt der Pflanzen auf neuer Grundlage. Verlag Ulmer Stuttgart 1947.
- Die Mikrobiologie des Weines. Verlag Ulmer Stuttgart 1950; Handbuch der Kellerwirtschaft Bd. 2; 2. neubearb. u. erw. Aufl. unter dem Titel Die Mikrobiologie des Mostes und Weines, ebd. 1959.
- Die Entwicklung der Gärungswissenschaft. In: Deutsche Wein-Zeitung Jg. 97, 1961 S. 630–634.
- Der Weg des Schaumweines vom Luxusgetränk zum Volksgetränk. In: Deutsches Weinbau-Jahrbuch Bd. 25, 1974, S. 221–228.